# Narcisa (ime)
Narcisa je žensko osebno ime.

## Izvor imena
Ime Narcisa je ženska oblika moškega osebnega imena Narcis 

## Pogostost imena
Po podatkih Statističnega urada Republike Slovenije je bilo na dan 31. decembra 2007 v Sloveniji število ženskih oseb z imenom Narcisa: 17.

## Osebni praznik
Osebe z imenom Narcisa lahko godujejo takrat kot osebe z imenom Narcis.